# Peter und Irene Ludwig Stiftung

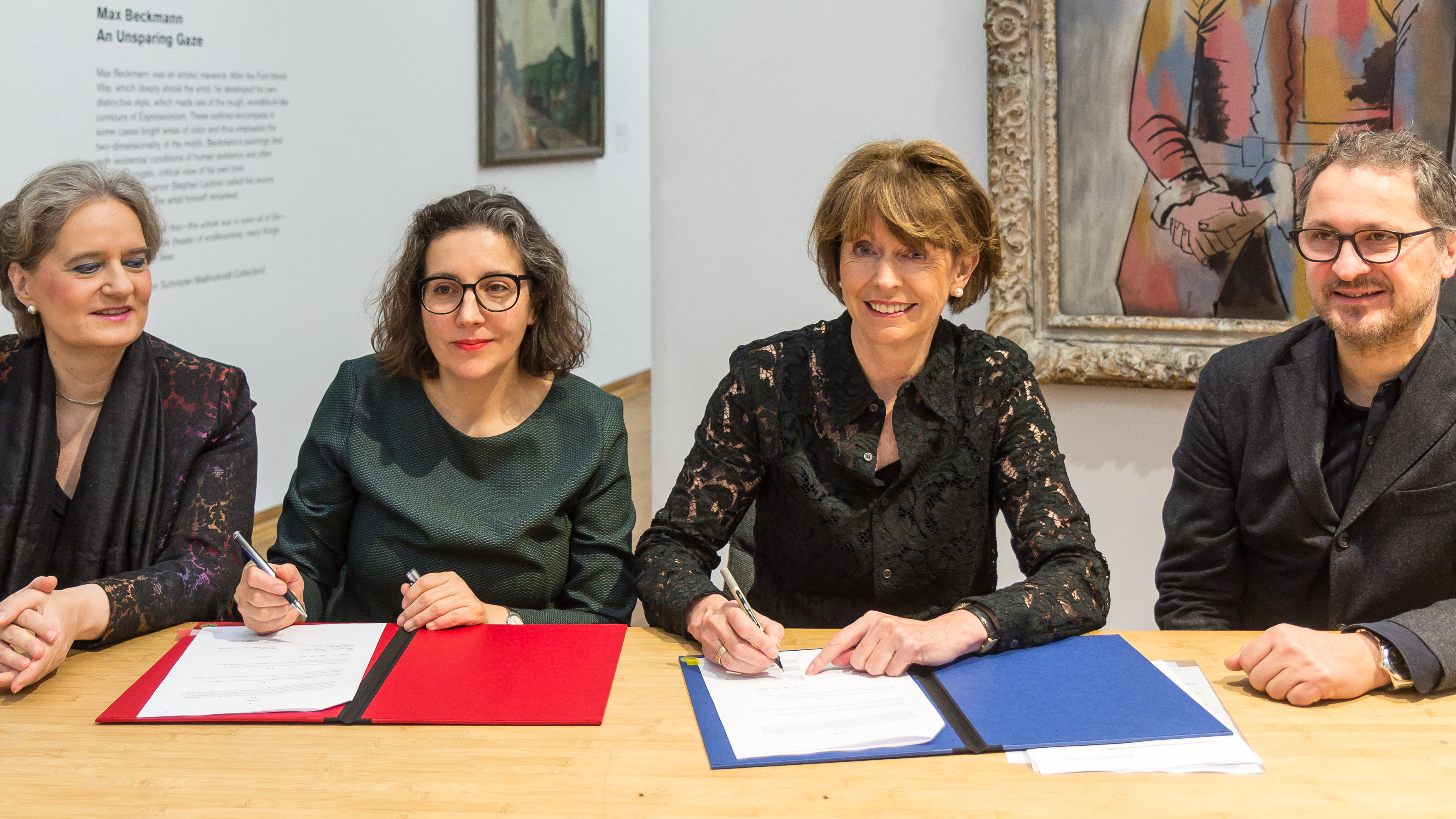
Unterzeichnung des Vertrages zur Zusammenarbeit und weiteren Förderung der Peter und Irene Ludwig Stiftung mit der Stadt Köln am 20. Dezember 2017.

Die Ludwig Stiftung für Kunst und internationale Verständigung GmbH wurde im Jahr 1982 von dem Ehepaar Peter und Irene Ludwig, geborene Monheim, gegründet. Nach dem Tod von Peter Ludwig im Jahr 1996 wurde die Stiftung ein Jahr später von seiner Witwe Irene Ludwig in Peter und Irene Ludwig Stiftung umgewandelt. Der Sitz der Stiftung hat ihren Sitz im früheren Wohnhaus des Ehepaares in Aachen.
Peter Ludwig war Kunst-Mäzen und Industrieller. Irene Ludwig war Kunsthistorikerin, Kunst-Mäzenin und Kunstsammlerin.

## Ziele und Verwaltung
Die Hauptaufgabe der Stiftung liegt in der stetigen Fortsetzung des internationalen künstlerischen Engagements des Ehepaares. Das Ziel ist Weltoffenheit und der Ausbau international gesetzter Beziehungen auf kultureller Ebene. Der Stiftungszweck wird weiterhin durch den Erwerb und durch die Verwaltung von Kunstwerken und Kunstgegenständen ermöglicht. Dieses schließt die Durchführung von Ausstellungen oder Leihgaben für Ausstellungen mit ein. Diese Ausstellungen sollen der Öffentlichkeit zugänglich gemacht werden. Außerdem wird der Stiftungszweck durch die Gewährung finanzieller Hilfen für den Erwerb bzw. den Erhalt von Kunstwerken oder die Unterstützung von Ausstellungsvorhaben ermöglicht. Besonderes Augenmerk liegt auf der Kooperation aller Ludwig-Museen. Gesellschaftliche Beziehungen über nationale Grenzen hinaus bilden hierbei ebenso einen wichtigen Grundstein wie die Förderung multikultureller Dialoge zur Sicherung des Fortbestandes.
Die Kulturdezernentin Susanne Laugwitz-Aulbach, Brigitte Franzen, die Kölner Oberbürgermeisterin Henriette Reker und der Direktor des Museums Ludwig Yilmaz Dziewior unterzeichneten am 20. Dezember 2017 den Vertrag zur Zusammenarbeit und weiteren Förderung der Peter und Irene Ludwig Stiftung mit der Stadt Köln.
Die Stiftungsorgane haben zur Aufgabe, die Stiftung in die Zukunft zu geleiten und dabei nach eigenem Ermessen den Wandel zu gestalten und anzupassen. Geschäftsführender Vorstand ist seit dem 1. September 2021 in der Nachfolge von Brigitte Franzen die promovierte Kunsthistorikerin Carla Cugini, bislang Geschäftsführerin der Gesellschaft für Moderne Kunst am Kölner Museum Ludwig.

## Sammlung Ludwig

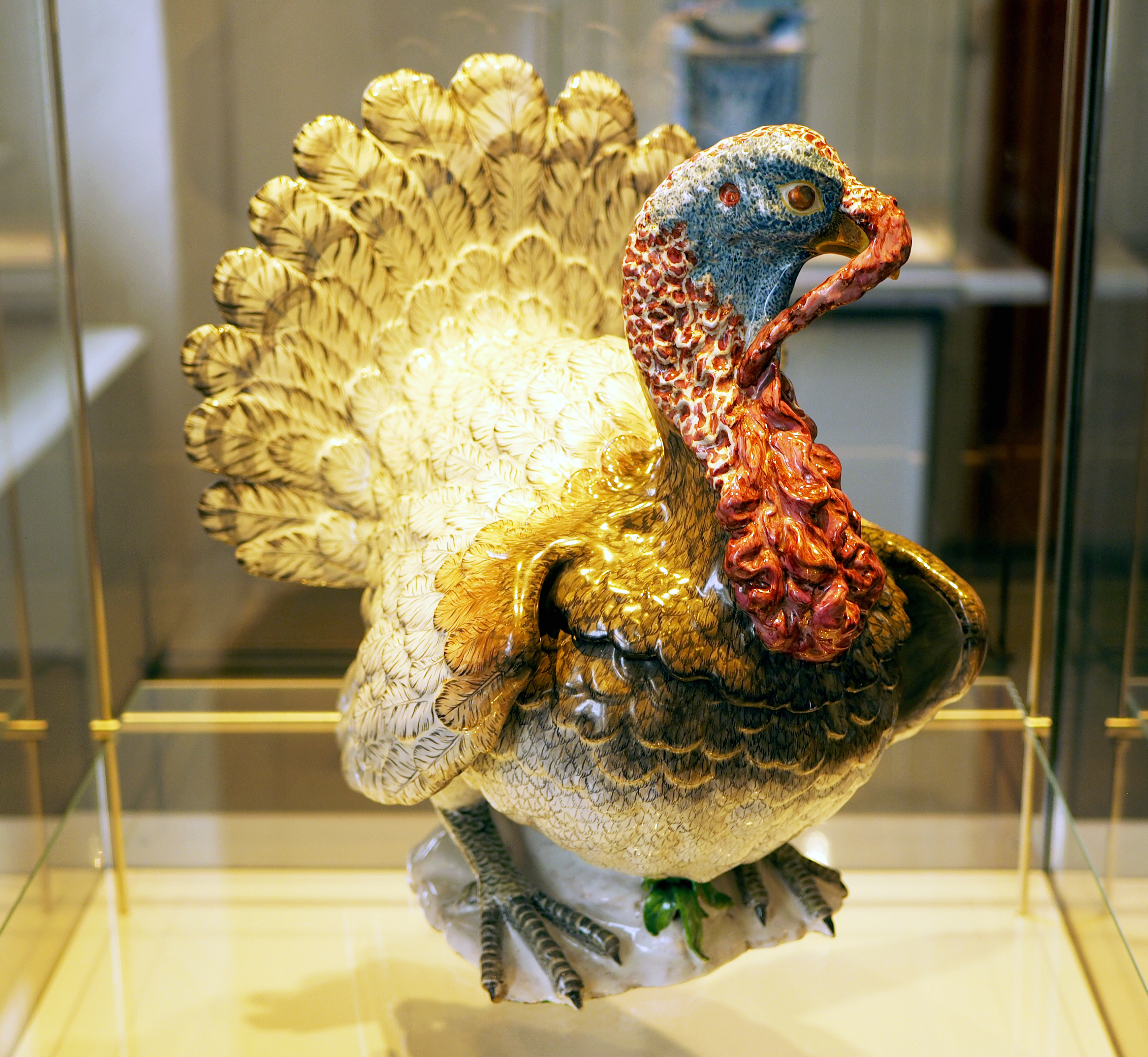
Terrine in Form eines Truthahns, von Paul Hannong (1745–1754)

Seit dem Jahr 1957 sammelte das Ehepaar Ludwig Kunstgegenstände, die auch der Öffentlichkeit zugänglich gemacht wurden. Von Beginn an war es das Ziel der Sammler, Lücken in den Sammlungen ausgewählter öffentlicher Museen zu schließen. Zahlreiche Museen im In- und Ausland kam dieses Engagement zugute. Bereits im Jahr 1957 erhielten das Suermondt-Museum in Aachen und das Museum Schnütgen in Köln die ersten Dauerleihgaben von Kunstwerken des Mittelalters.
Die Sammlung Ludwig umfasst mehrere Tausend Objekte und ist von Beginn an als Gemeinschaftsleistung des Ehepaares zu betrachten. Sie reicht von Kunstwerken der griechischen Antike, des Mittelalters, der Zeit des Barock und Rokoko bis hin zu präkolumbischer Kunst und der älteren und neuesten Kunst aus China. Des Weiteren umfasst sie zeitgenössische Kunst sowohl der USA als auch der UdSSR sowie aus vielen anderen Teilen der Welt. Ein besonderer Höhepunkt der Sammlung sind die Werke der Pop Art und Pablo Picassos. Aber auch Fayencen, Fliesen, Porzellan, islamische Keramik, Möbel und Kunstgewerbe bilden Gruppen in der Sammlung.
Im Jahr 1970 wurde seitens der Stadt Aachen die Neue Galerie eröffnet, die den Namenszusatz Sammlung Ludwig erhielt. Seit ihrem Umzug in neue Räumlichkeiten der ehemaligen Schirmfabrik Brauer im Jahr 1991 wurde die Institution in Ludwig Forum für Internationale Kunst umbenannt. 1976 folgte die Gründung des Museums Ludwig in Köln. Der Museumsgründung ging die Schenkung von rund 300 Kunstwerken der Pop Art voran sowie der seinerzeit jungen Kunst. Für Peter und Irene Ludwig war gerade die Pop Art ein Spiegel der eigenen Zeit und stellte für sie den Ausdruck des Lebensgefühls einer Generation dar.
Den Höhepunkt der Sammlungen bildet die internationale Kunst. Diese besteht vor allem aus der Sammlung internationaler zeitgenössischer Kunst, der Sammlung von Werken Pablo Picassos aus der Zeit von 1904 bis 1972, aus Werken der Russischen Avantgarde von 1910 bis etwa 1930 sowie aus Arbeiten aus der damaligen DDR, der damaligen UdSSR und Mittel- wie auch Osteuropa sowie aus China, Mittel- und Südamerika.

## Museen und Institutionen
Museen und Institutionen mit dem Namen Ludwig befinden sich in Aachen, Bamberg, Basel, Budapest, Havanna, Koblenz, Köln, Oberhausen, Peking, Saarlouis, Sankt Petersburg und Wien. Die städtischen und staatlichen Museen und Institutionen befinden sich in enger Zusammenarbeit mit der „Peter und Irene Ludwig Stiftung“. Im Einzelnen sind diese:
- Aachen: Das 1883 gegründete Suermondt-Ludwig-Museum erhielt im Jahre 1977 durch Peter und Irene Ludwig eine bedeutende Schenkung von rund 150 Objekten einer Sammlung von Kunstwerken aus dem Mittelalter und der Neuzeit. Diese beinhaltet Gemälde und Skulpturen, beginnend mit romantischen Säulenfiguren über Werke von Jan Vermeer van Haarlem d. Ä. (1628–1695) bis zu Hans Hartung (1904–1989). Darüber hinaus besitzt das Suermondt-Ludwig-Museum eine gleichbedeutende Anzahl von Dauerleihgaben aus der Sammlung Ludwig.
- Das 1991 gegründete Ludwig Forum für Internationale Kunst ist das Nachfolgeinstitut der Neuen Galerie – Sammlung Ludwig, die 1970 eröffnet wurde. Im Jahr 2000 erfolgte durch Irene Ludwig eine Schenkung an die Stadt Aachen für das Ludwig Forum aus dem Dauerleihgabenbestand von Künstlern internationalen Ranges. Im Ludwig Forum für internationale Kunst finden wechselnde Ausstellungen zeitgenössischer Weltkunst statt.
- Bamberg: Seit dem Jahr 1995 findet man in der Sammlung Ludwig Bamberg die Fayence- und Porzellansammlung des Ehepaares. Diese ist als Dauerleihgabe im Alten Rathaus von Bamberg ausgestellt und Teil der Städtischen Museen. Die Sammlung umfasst rund 300 Objekte einer exquisiten Auswahl von Porzellanen der Manufaktur Meißen sowie Straßburger Fayencen.
- Basel: Im Jahr 1981 schenkte das Ehepaar der Stadt Basel eine rund 200 Objekte umfassende Antikensammlung, die für das Antikenmuseum Basel einen folgenreichen Zuwachs darstellte. Die Schenkung war Auslöser für den Erweiterungsbau, der 1988 eröffnet wurde. Darauf folgend bereicherten Peter und Irene Ludwig das Museum mit einer umfangreichen Dauerleihgabe.
- Budapest: Das Ludwig Museum of Contemporary Art besteht seit 1989. Ursprünglich war das Museum auf der Budapester Burg in einem Gebäudekomplex mit der Nationalgalerie, der Nationalbibliothek und dem Historischen Museum der Stadt Budapest untergebracht. Seit 2005 befindet sich das Ludwig Museum zusammen mit der Philharmonie im neu errichteten Palast der Künste am Donauufer. Sie Sammlung beinhaltet mehr als 170 Werke der Sammlung Ludwig, davon 70 Schenkungen. Das Museum ist bekannt für seine internationale Ausrichtung und seinen gleichzeitigen Schwerpunkt auf mitteleuropäischer aktueller Kunst.
- Koblenz: Das Ludwig Museum Koblenz befindet sich seit 1992 im Deutschherrenhaus in Koblenz. Schon seit 1985 besteht der Beschluss einen Schwerpunkt im Bereich der westeuropäischen, insbesondere der französischen Kunst zu setzen. Die Schenkung und Dauerleihgabe eines Konvolutes von Kunstwerken bilden den Grundstein des Museums. Die Sammlung beinhaltet unter anderem Kunstwerke von Pablo Picasso, Jean Dubuffet, Wols, Pierre Soulages und Serge Poliakoff als Klassiker moderner Kunst in Frankreich bis hin zu den Nouveaux Réalistes oder der Bewegung Figuration Libre.
- Köln: Durch eine rund 300 Objekte umfassende Schenkung der Eheleute Ludwig kam es 1976 zur Gründung des Museums Ludwig in Köln. Mit dieser Schenkung wurde eine selbstständige Institution für die Kunst des 20. Jahrhunderts geschaffen. Durch drei Sammlungsschwerpunkte reiht sich das Museum in die Liste der international bedeutendsten Museen zur Kunst des 20. Jahrhunderts ein. Das Museum verfügt über die größte Sammlung russischer Kunst der Avantgarde außerhalb Russlands. Außerdem sind zahlreiche Werke der englischen und amerikanischen Pop Art vertreten. Darüber hinaus ist das Museum durch eine Schenkung von Arbeiten Pablo Picassos in den Jahren zwischen 1994 und 2001 dazu in der Lage einen repräsentativen Überblick über das Werk eines der wichtigsten Künstler des 20. Jahrhunderts zu geben. Weiter ist auch die deutsche Gegenwartskunst zahlreich vertreten.
- Oberhausen: Die Ludwig Galerie Schloss Oberhausen führt unter anderem regelmäßig Wechselausstellungen mit Werken alter und moderner Kunst aus der Sammlungen Ludwig durch. Darüber hinaus werden Werke der Hoch- und Trivialkunst sowie populärer Medien miteinander in Beziehung gesetzt.
- Peking: Das Museum in Peking entstand durch einen im Jahr 1996 geschlossenen Vertrag durch das Ehepaar Ludwig und dem Kulturministerium sowie dem Chinesischen Nationalmuseum. Das Chinesische Nationalmuseum hat sich auf eine Kunstsammlung spezialisiert, die das eigene Land repräsentieren. Hierbei liegt ein Schwerpunkt der Sammlung auf Kunstwerken seit der Mai-Revolution 1919. Gleichzeitig sammelt das Museum auch alte Gemälde und internationale Kunst. Durch die Stiftung einer bedeutenden Anzahl internationaler Kunstwerke aus der Sammlung Ludwig wurde 1999 in den Räumen des Nationalmuseums das Ludwig Museum für Internationale Kunst gegründet. Das China National Museum of Fine Arts spielt dabei eine große Rolle im internationalen Kunstaustausch zwischen Ost und West. Es fanden Ausstellungen von namhaften ausländischen Museen auf internationalem Niveau statt. In den vergangenen Jahren fanden Ausstellungen zu Picassos Malerei, der Kunst Rodins, Bilder von Marc Chagall und Joan Miró statt.
- Saarlouis: Seit 1989 befindet sich das Haus Ludwig für Kunstausstellungen in Saarlouis. Im Jahr 2017 wurde das Ausstellungshaus umbenannt in Ludwig Galerie Saarlouis. Dort finden unter anderem Ausstellungen mit Kunstwerken aus der Sammlung Ludwig in Kooperation mit anderen Museen und Sammlern statt.
- Sankt Petersburg: 1994 wurde von Peter und Irene Ludwig die Gründung des Museums Ludwig im Russischen Museum veranlasst. Ein Jahr später wurde es im Marmorpalast durch eine bedeutende Schenkung von 118 Werken internationaler und russischer Kunst durch das Ehepaar eröffnet. Das Museum bildet mit nationalen sowie internationalen Partnern ein Museum der aktuellen Kunst des 20. Jahrhunderts.
- Wien: Im Jahr 1979 wurde das Museum Moderner Kunst im Palais Liechtenstein in der Fürstengasse mit einer Ausstellung der Sammlung Ludwig eröffnet. 1981 erfolgte die Gründung der Österreichischen Ludwig-Stiftung für Kunst und Wissenschaft verbunden mit einer Schenkung von 120 Werken amerikanischer und europäischer Kunst aus der Zeit nach 1945. Zehn Jahre später kam es 1991 zu einer weiteren Schenkung von Werken amerikanischer, französischer, ungarischer, russischer, bulgarischer, kolumbianischer, italienischer, britischer und deutscher Künstler an die Österreichische Ludwig Stiftung. Im gleichen Jahr wurde das Museum in Museum Moderner Kunst Stiftung Ludwig Wien und 2001 in das neu errichtete MuseumsQuartier im 7. Wiener Gemeindebezirk übersiedelt. Das Museum repräsentiert die größte und umfassendste Sammlung moderner und zeitgenössischer Kunst in Österreich und ist gleichzeitig eine der bedeutendsten mitteleuropäischen Museumssammlungen internationaler und österreichischer Kunst des 20. Jahrhunderts.

## Dauerleihgaben
Neben vielen Schenkungen beherbergen alle Museen mit dem Namen Ludwig sehr umfangreiche Dauerleihgaben aus der Sammlung Ludwig. Weitere Museen, die nicht den Namen Ludwig tragen, verfügen ebenso über Leihgaben der Sammlung Ludwig:
- Couven-Museum, Aachen (Kunst der Barockzeit)
- Grafik Museum Stiftung Schreiner, Bad Steben (zeitgenössische Kunst)
- Erstes Deutsches Fliesenmuseum, Boizenburg (Kacheln und Fliesen)[6]
- Kunstmuseum Basel, Basel (zeitgenössische Kunst)
- Hetjens-Museum, Düsseldorf (islamische Kunst)
- Museumslandschaft Hessen Kassel (antike Kunst)
- Mittelrhein-Museum, Koblenz (alte Kunst)
- Museum Schnütgen, Köln (mittelalterliche Kunst)
- Rautenstrauch-Joest-Museum, Köln (Präkolumbische Kunst und Kunst anderer außereuropäischer Kulturen)
- Museum für Ostasiatische Kunst, Köln (Alt-chinesische Kunst)
- Kölnisches Stadtmuseum, Köln (zeitgenössische Kunst)
- Museum für Angewandte Kunst Köln, Köln (moderne Kunst und Design)
- Museum der bildenden Künste, Leipzig (zeitgenössische Kunst)
- Germanisches Nationalmuseum, Nürnberg (Kunstgewerbe und zeitgenössische Kunst)
- Klingspor-Museum, Offenbach am Main
- Altes Rathaus (Bamberg) Sammlung Ludwig im Alten Rathaus (Kostbarkeiten aus Porzellan und Fayence).